# 남산 메이데이 사건
남산 메이데이 사건은 1947년 5월 1일 메이데이 기념대회 중 남산지역 참가자를 경찰당국이 연행한 사건이다. 학생 중 퇴학처분 24명, 정학 47명, 근신 167명 등의 처분을 받았다.
3월 22일 총파업에 이어 5월 1일 전국에 걸쳐서 메이데이 기념대회가 개최되었다. 남산 공원에는 30만 명의 군중들이 몰려들었는데, 경찰이 단속하였다. 경찰은 남산 기념식에 참가한 남녀 학생들을 연행하여 조사를 한 뒤 그 명단을 학교에 통보하였다. 경찰 당국으로부터 명단을 넘겨받은 덕성여중, 배화여중, 경기고녀 등의 각 학교에서는 메이데이 참가 학생 전원을 퇴학 또는 정학 처분을 내렸다. 퇴학처분 24명, 정학 47명, 근신 167명 등이었다.

5월 10일 미군정청 관리이며 미국인 학무국장 고문관 마틴은 경찰과 학원 당국의 과오를 지적하는 성명서를 발표하고 13일 경기고녀 강당에서 열린 서울시 남녀 중학교 교장회의에서 " 전 세기적 전제주의를 버리고 민주주의 교육정신에 입각하여 퇴학생들을 복교시킬 것"을 권고하였다. 또한 5월 14일 15개 조항에 걸친 민주주의 교육 방침을 시내 각 남녀 중학교에 통고하여 정학, 퇴학, 경찰 간섭 등 비민주적인 처사를 하지 말라고 지시하였다.

## 같이 보기
- 메이데이